# Адриа тур
Адриа тур (енгл. Аdria Тоur) je егзибициони регионални тениски турнир у организацији 
Новака Ђоковића који је замишљен као турнир који се одржава у временском периоду од приближно мјесец дана (13. јун – 5. јул) у неколико градова односно држава широм Балкана.
Турнир је имао и своју добротворну димензију са жељом да се прикупи новац за хуманитарне пројекте широм региона међу којима и програм Фондације „Новак Ђоковић” за програме раног развоја и образовања дјеце. Уједно, жеља организатора је била да се помогне тенисерима да се врате у форму и такмичарски ритам усљед ситуације са коронавирусом .
Уз Новака Ђоковића као најбољег свјетског тенисера и организатора, на турниру је учествовало још неколико тенисера из самог врха АТП листе у том тренутку: Доминик Тим, Александар Зверев, Григор Димитров, Марин Чилић ...

## Систем такмичења
Двије групе по четири играча, игра свако са сваким по два меча у два дана, у дневном и вечерњем термину, а побједници група играју финални меч. Игра се на два добијена сета, а сваки сет до четири гема.

## Градови и државе домаћини
Турнир је започео у Београду (Србија), у термину 13. и 14. јуни, настављен у Задру (Хрватска), у термину 20. и 21.јун али финални меч није одигран, затим је било планирано да се настави серија турнира у Бањој Луци (Република Српска,Босна и Херцеговина), 3. и 04.јула, те егзибициони меч Новака Ђоковића са Дамиром Џумхуром у Сарајеву 05. јула.
Организацију турнира су помогли и Тениски савез Србије, Тениски савез Хрватске, Тениски савез Републике Српске.

## Отказано финале у Задру
На другој регионалној станици овог међународног егзибиционог тениског турнира у Задру финални меч између Новака Ђоковића и руског тенисера Андреја Рубљова је отказан, јер се непосредно пред одигравање завршног меча сазнало да је један од учесника Григор Димитров био позитиван на тесту коронавируса (COVID-19). Затим је тест на коронавируса (COVID-19) био позитиван и код Новака Ђоковића, те су отказане и наредне дестинације турнира у предвиђеним терминима.

## Побједници
| Домаћин   | Београд          | Задар            | Црна Гора        | Бања Лука        | Сарајево     |
| --------- | ---------------- | ---------------- | ---------------- | ---------------- | ------------ |
| Датум     | 12–14. јун 2020. | 20–21. јун 2020. | 27–28. јун 2020. | 03–04. јул 2020. | 5. јул 2020. |
| Побједник | Доминик Тим      | отказано финале  | —                |                  |              |

## Галерија
- Тениски терен у Бањој Луци